# Liv Inger Somby
Liv Inger Somby, född 1962 i Finland, är en samisk lektor, författare och tidigare journalist. Hon är lektor vid Samiska högskolan i Kautokeino, Nordnorge, där hon undervisar i urfolksjournalistik, och har bland annat varit journalist vid SVT och NRK.
Utöver sin akademiska karriär har hon bland annat i egenskap av journalist lett en sanningskommission[förklaring behövs], där hon intervjuat samiska kvinnor om bland annat förnorskningspolitiken i Norge.